# Cal Franc (Margalef)
Cal Franc és una obra amb elements modernistes de Margalef (Priorat) inclosa a l'Inventari del Patrimoni Arquitectònic de Catalunya.

## Descripció
Edifici de planta baixa i tres pisos, caracteritzat per ser tipològicament ben diferent de la resta de la població. Té dues grans balconades, una al primer i l'altra al segon pis, i balcons a cada una e les obertures del tercer. Té també unes golfes a manera de quarta planta.
Les balconades són de ferro, còpia d'unes altres d'un edifici de Reus, amb motius ornamentals modernistes. La façana és arrebossada i estucada, amb esgrafiats vermells amb motius modernistes i la barana del terrat té elements decoratius ceràmics a base de rajoletes.

## Història
La casa fou aixecada al solar que deixa una construcció anterior per un comerciant de Reus, que feu copiar determinats elements d'una construcció reusenca anterior, dins el corrent modernista, i que a ell li plaïa particularment.